# Усманов, Махмуд
Махмуд Усманов (узб. Mahmud Usmonov; 1910, Ташкент, Туркестанское генерал-губернаторство, Российская империя — 1 июля 1997, Ташкент, Узбекистан) — советский, узбекский ганчкор — резчик по ганчу. Народный художник Узбекской ССР (1977), академик Академии художеств Узбекистана (1997). 
Лауреат Государственной премии СССР в области литературы, искусства и архитектуры (1975), лауреат Государственной премии Узбекской ССР имени Хамзы (1970), лауреат премии Ленинского комсомола Узбекской ССР. Член Союза художников СССР.

## Биография
Родился в 1910 году в Ташкенте. Отец — Усман Икрамов (1875—1960) был известным мастером-ганчкором, учеником мастера Расулходжи. В 1929 году работал над реконструкцией здания Театра имени Аброра Хидоятова в Ташкенте; совместно с известными мастерами своего времени: Ширином Мурадовым, Ташпулатом Арсланкуловым, участвовал в оформлении здания Литературного музея (1939), Музея прикладного искусства Узбекистана (1941), здания Театра имени Мукими (1943). Отец был первым учителем Махмуда Усманова, позднее он стал учеником Ширина Мурадова.
С 1935 по 1948 годы работал воспитателем в детском доме. С 1948 по 1968 годы руководил кружкамм резьбы по ганчу в детских домах и дворцах пионеров Ташкента. С 1952 по 1960 годы преподавал в Республиканском художественном училище им. Бенькова (1952-60). Воспитал множество учеников, среди которых Абдурахим Умаров, сын — народный мастер Узбекистана Мирвохид Усманов; народный мастер Узбекистана, академик Академии художеств Узбекистана Мансуржон Мурадов и другие. В 1997 году был избран действительным членом Академии художеств Узбекистана.
Скончался 1 июля 1997 года.

## Творчество
В своем творчестве развил и существенно обогатил традиции ташкентской школы резьбы по ганчу. Созданные им работы элегантны и точны в исполнении, в них сочетается исламская символика и традиционные узбекские орнаменты; техника резьбы отличается совершенством. Принимал участие в реконструкции Государственного музея прикладного искусства Узбекистана (бывший Дом Половцева), оформлении зданий ГАБТ имени Навои, Узбекского театра музыкальной драмы и комедии имени Мукими, Театра имени Хамзы (1967—1968), Литературного музея имени Алишера Навои (1968), Самаркандского аэропорта (1969), Музея истории народов Узбекистана (1969—1970), Музея искусств Узбекистана (1973), станции метрополитена имени Максима Горького (1980) и других сооружений; общественных зданий в Донецке, Киеве, Ташкенте, Шымкенте.

## Награды
- Народный художник Узбекской ССР (1977)[1]
- Лауреат Государственной премии СССР в области литературы, искусства и архитектуры (1975)[2]
- Лауреат Государственной премии Узбекской ССР имени Хамзы (1970)[1]
- Лауреат премии Ленинского комсомола Узбекской ССР[3]